# Quartier des Fontaines de Tours
Pour les articles homonymes, voir Fontaines.
Le quartier des Fontaines est un secteur urbain français du sud de Tours, situé sur la rive gauche du Cher. Il a été aménagé et construit, pour l'essentiel, entre 1967 et 1978, peu après les quartiers du Sanitas et des Rives-du-Cher. Il compte près de 7 000 habitants répartis sur une zone vaste de 65 hectares. 
Sa forme architecturale et urbaine correspond aux grands ensembles caractéristiques des Trente Glorieuses : associant logements sociaux et privés, les Fontaines est le deuxième plus important de la ville après le Sanitas. Son développement se déroule dans le contexte des grands travaux engagés par le maire Jean Royer, la ville de Tours faisant face dans les années d'après-guerre à une demande inédite de logements que l'effort de la reconstruction puis des premiers grands ensembles n'ont pas suffi à combler.
À la recherche de terrains libres, la ville entreprend, grâce à la modification de ses limites territoriales et à la déviation du cours du Cher, de rendre constructible une vaste zone jusqu'alors régulièrement inondée. Les travaux, considérables, s'appuient sur la création en 1967 d'une ZUP, partagée entre les communes de Tours et de Saint-Pierre-des-Corps. Les premières constructions débutent en 1970 avec pour objectif la création d'un quartier où se mêleront habitations, commerces, établissements scolaires, entreprises et espaces verts. 
Remarquable par son ambition initiale, le projet visait à urbaniser par la suite une grande partie de la rive gauche du Cher, jusqu'aux abords de Ballan-Miré. Les chocs pétroliers des années 1970, la défiance croissante vis-à-vis de la forme architecturale et urbaine des grands ensembles, et le ralentissement démographique réduisent nettement l'ampleur du chantier.

## Fondation

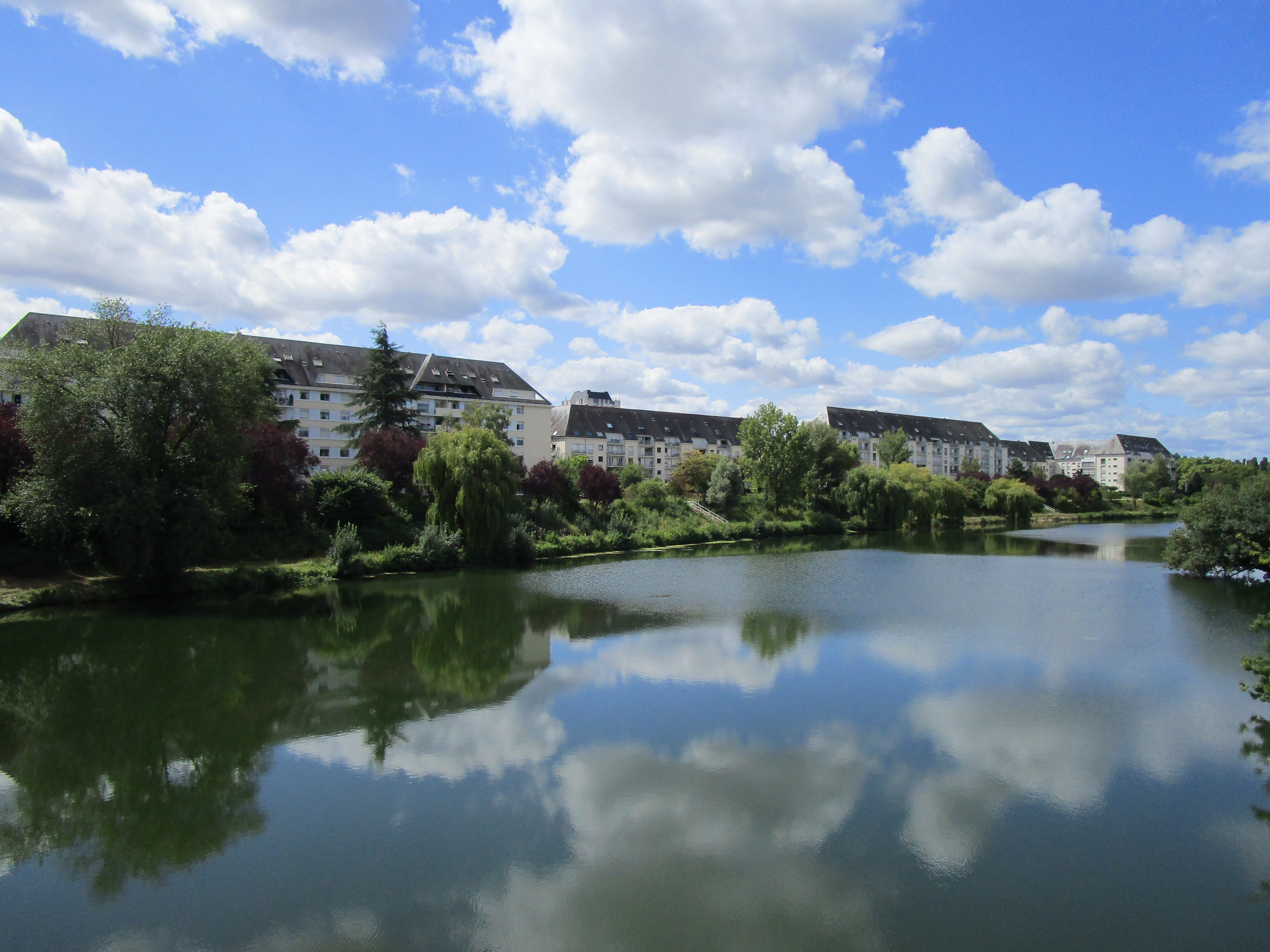
Le Cher et les Fontaines.

La genèse du quartier des Fontaines est la conséquence des évolutions territoriales de la ville de Tours au XXe siècle. Historiquement circonscrite - à l'exception du faubourg de Saint-Symphorien (actuel quartier Paul-Bert) - entre la Loire et le Cher, la commune voit son territoire parvenir à saturation au milieu des années 1950. Le lancement, en 1958, de la construction du grand ensemble du Sanitas à l'emplacement de la zone industrielle qui entourait l'arrière-gare de Tours ne permet qu'une résolution partielle de la crise du logement que connaît alors le chef-lieu de l'Indre-et-Loire. Le déplacement de la gare elle-même, déclaré d'utilité publique en 1947, est repoussé sine die en raison de son coût. 
La construction d'ensembles de logements sur la rive nord du Cher est envisagée dans les dernières années du mandat de Marcel Tribut ; les difficultés causées par la situation des terrains en zone inondable et l'ampleur des contraintes administratives, techniques et financières paraissent toutefois rendre l'idée peu crédible à court terme. L'élection de Jean Royer à la tête de la ville de Tours, au printemps 1959, rebat les cartes. 
Le nouveau maire s'entoure rapidement de deux architectes, Joël Hardion et Pierre Boille, pour envisager un ensemble de plusieurs milliers de logements. Il fonde ensuite, avec le concours de la banque de Paris et des Pays-Bas, un réseau de sociétés d'économie mixte lui permettant d'aménager et de lotir les terrains. Remarquable sur le plan du génie civil, le chantier nécessite la rectification et le rehaussement de la rive nord du Cher sur plus de trois kilomètres, et la création, en rive sud, du lac de la Bergeonnerie. Officiellement lancés le 23 juillet 1962, les travaux s'achèvent en 1968 : ils ont permis la construction de 2 285 logements, de plusieurs groupes scolaires, de commerces et d'équipements publics.

## Historique du développement

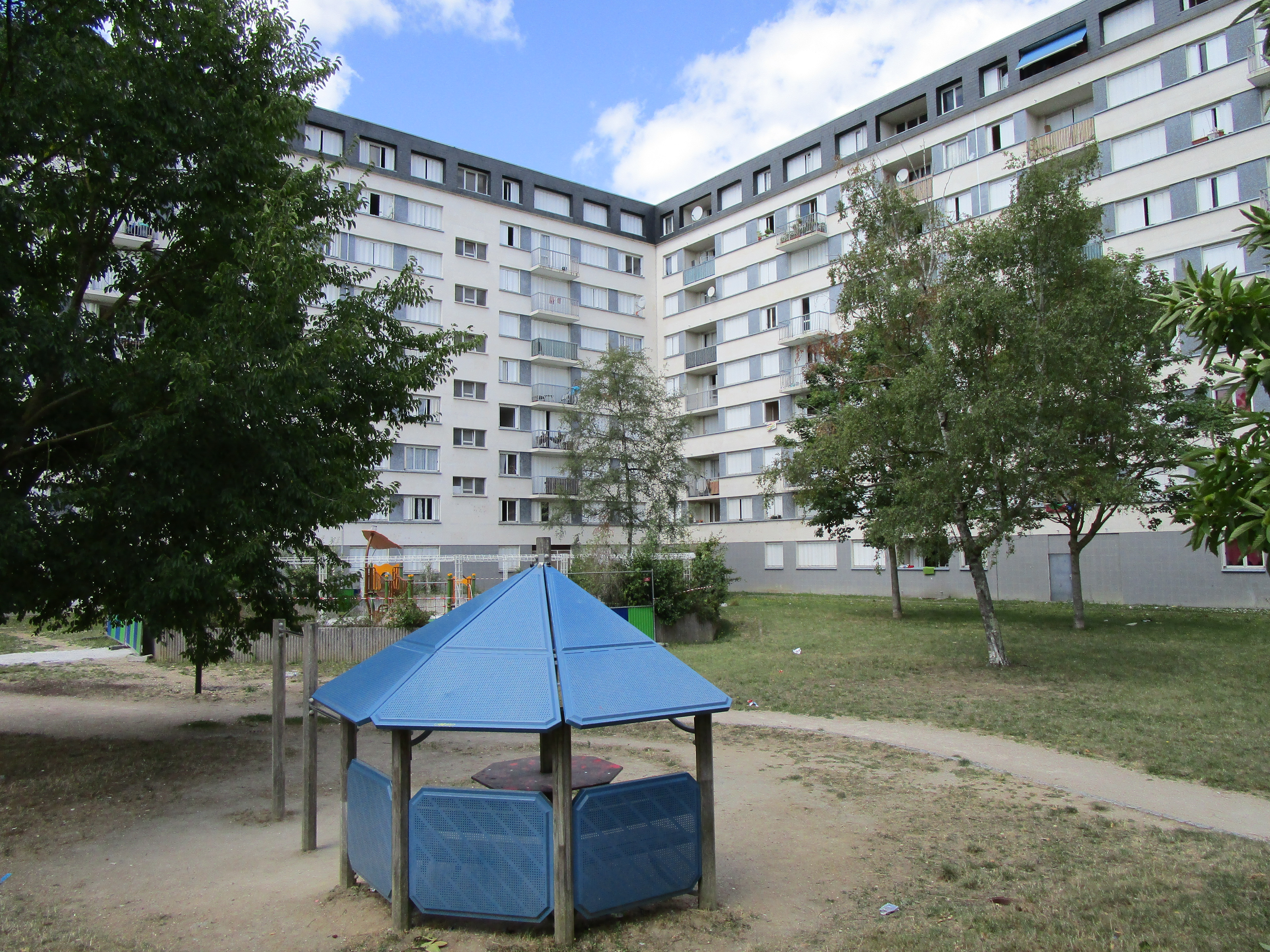
Bâtiments et square Jean-Louis Forain.

### Aménagement du site
L'aménagement de la rive nord du Cher à peine lancé, Jean Royer envisage, dès l'automne 1962, de rendre urbanisable un périmètre beaucoup plus important, dépassant les limites du territoire communal. L'échec du district urbain, créé en 1959 mais demeuré inopérant, conduit le maire de Tours à n'envisager la croissance de sa ville que par l'extension de son territoire, par fusion avec les communes voisines ou par modification des limites territoriales. Le ministère des Travaux publics autorise ainsi, le 11 janvier 1963, l'élargissement à 200 mètres du lit mineur du Cher et le remblaiement des terrains jusqu'alors situés en zone inondable. Reprenant le mode opératoire du quartier des Rives-du-Cher, Jean Royer conserve comme aménageur la SEMAVIT fondée avec la banque de Paris et des Pays-Bas, tandis que Joël Hardion et Pierre Dalloz sont chargés des études d'ensemble d'urbanisme.
Le projet prévoit la rectification du cours du Cher sur sept kilomètres, entre Saint-Avertin et Ballan-Miré, et la construction de 18 000 logements ainsi que de nombreux équipements publics. Les conseils municipaux de Joué-lès-Tours et de Saint-Avertin donnent - contrairement à Saint-Pierre-des-Corps - leur accord pour modifier les limites territoriales de leurs communes et céder, au profit de la ville de Tours, plusieurs centaines d'hectares de terrains. Une zone d'aménagement différé (ZAD) est créée le 6 juillet 1965, permettant de préserver l'ensemble du périmètre envisagé de toute spéculation foncière.
La construction de 18 000 logements représentant, à l'échelle de l'agglomération de Tours, un chantier considérable, son phasage dans le temps est d'emblée envisagé afin de se poursuivre jusqu'au début des années 1980. La première tranche opérationnelle est prévue en amont, en cohérence avec les exigences en matière de génie civil, et divisée en trois zones : A (partie du quartier de Rochepinard à l'ouest de l'autoroute A10), B (quartier des Fontaines) et F (quartier de Rochepinard à l'est de l'autoroute). La zone à urbaniser en priorité (ZUP) n°1 de la vallée du Cher, partagée entre les communes de Tours et de Saint-Pierre-des-Corps, est ainsi créée le 22 mars 1967.
Les premiers travaux d'endiguement sont lancés dès le printemps 1967, parallèlement en chantier de contournement de l'agglomération tourangelle par l'autoroute A10. Canalisé à l'aide de barrages, le Cher se sépare désormais, au droit de la ligne ferroviaire de Paris à Bordeaux, en deux branches définissant une île artificielle baptisée d'après Honoré de Balzac. Le 15 septembre 1968, une cérémonie est organisée en présence du ministre Albin Chalandon alors que le Cher est dévié sur son nouveau tracé. 

### Urbanisation

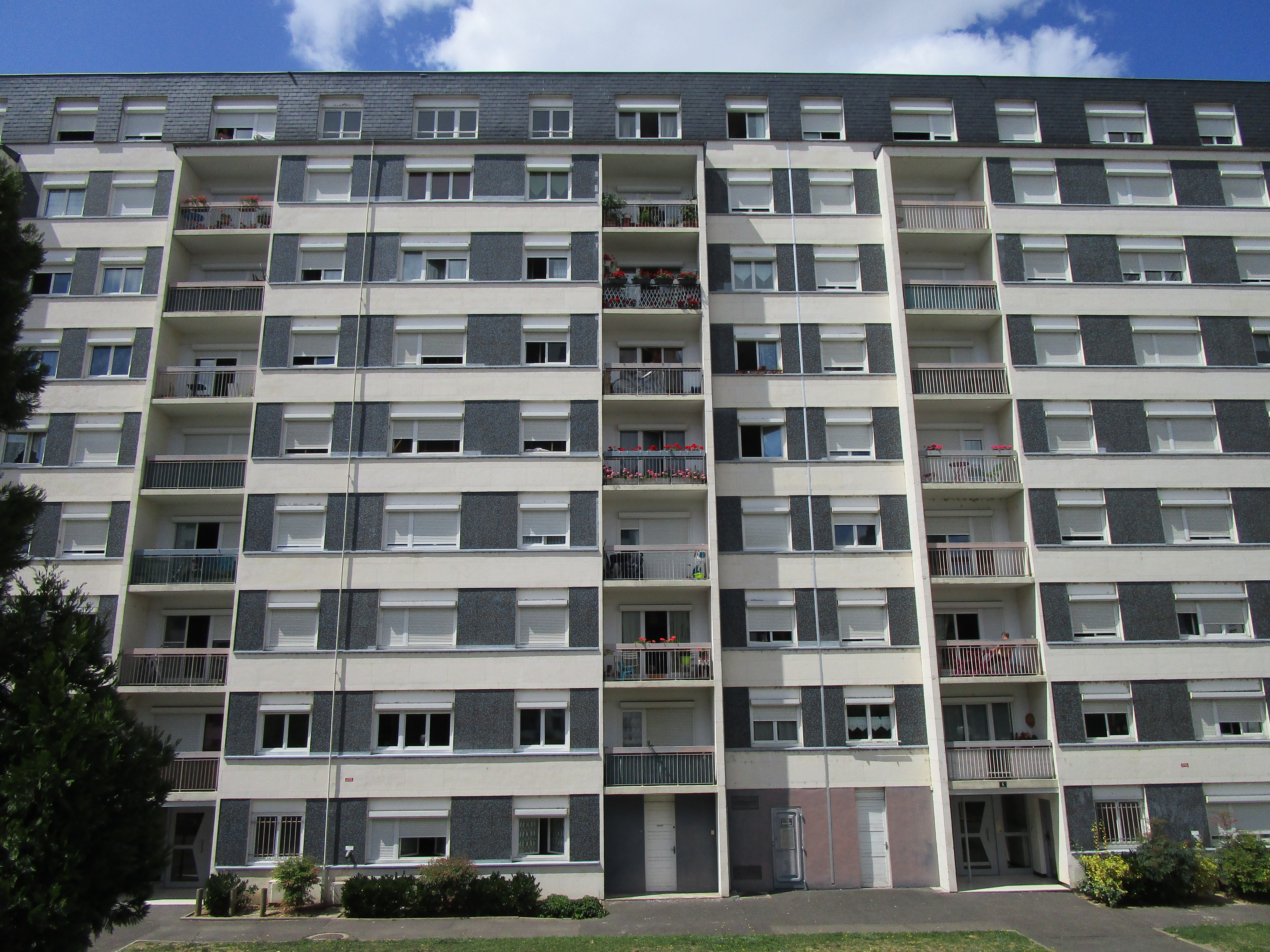
Immeuble sur la place Massenet.

Les plans prévoient 4 000 logements, dont environ 1 000 proposés à l’achat et 3 000 à la location. Ces logements sont répartis dans de longs bâtiments de six ou huit étages et des tours de seize ou dix-huit étages. L'ensemble bâti est divisé en trois secteurs séparés par la voirie. L'avenue Stendhal coupe le quartier en deux : la partie nord est essentiellement en accession à la propriété (858 logements) avec des immeubles peu hauts, et au nord-ouest dans le secteur de « La Belle-Fille » des immeubles plus singuliers. Ils présentent en effet une architecture plus traditionnelle, avec une taille modeste avec des toits pointus en ardoises. La partie au sud de l'avenue Stendhal est surtout en locatif et est divisée en deux par l'avenue Mozart, avec à l'est les habitations à loyer modérées (1667 logements) et du privatif à l'ouest (1333 logements). 
Bien que ces proportions semblent impressionnantes, le quartier reste de taille humaine, notamment grâce aux nombreux squares et espaces verts dont il est pourvu. En 1976, les dernières hautes tours de 16 à 18 étages sont terminées. Ce sont les plus hautes tours de la ville à être construites avant la tour Lumière des Deux-Lions en 2016. 
La construction du quartier dure environ treize ans et prend fin aux alentours de 1980. Le chantier devait initialement durer plus longtemps et comprendre l'urbanisation d'une grande partie de la rive gauche du Cher, à l'ouest du quartier et jusqu'à la plaine de la Gloriette. L'ensemble de la vallée du Cher devait pouvoir accueillir 40 000 habitants, mais face aux chocs pétroliers et au ralentissement démographique des années 1970, le projet est nettement réduit. En 1982, le quartier compte 8 143 habitants pour environ 3 600 logements, soit 2,25 personnes par foyer. La population du quartier, comme pour les autres grands ensembles de la ville, va ensuite se réduire légèrement. La cause principale réside dans la forte présence de grands appartements destinés à accueillir des familles nombreuses, alors que ces dernières comptent de moins en moins d'enfants.

### Développements récents

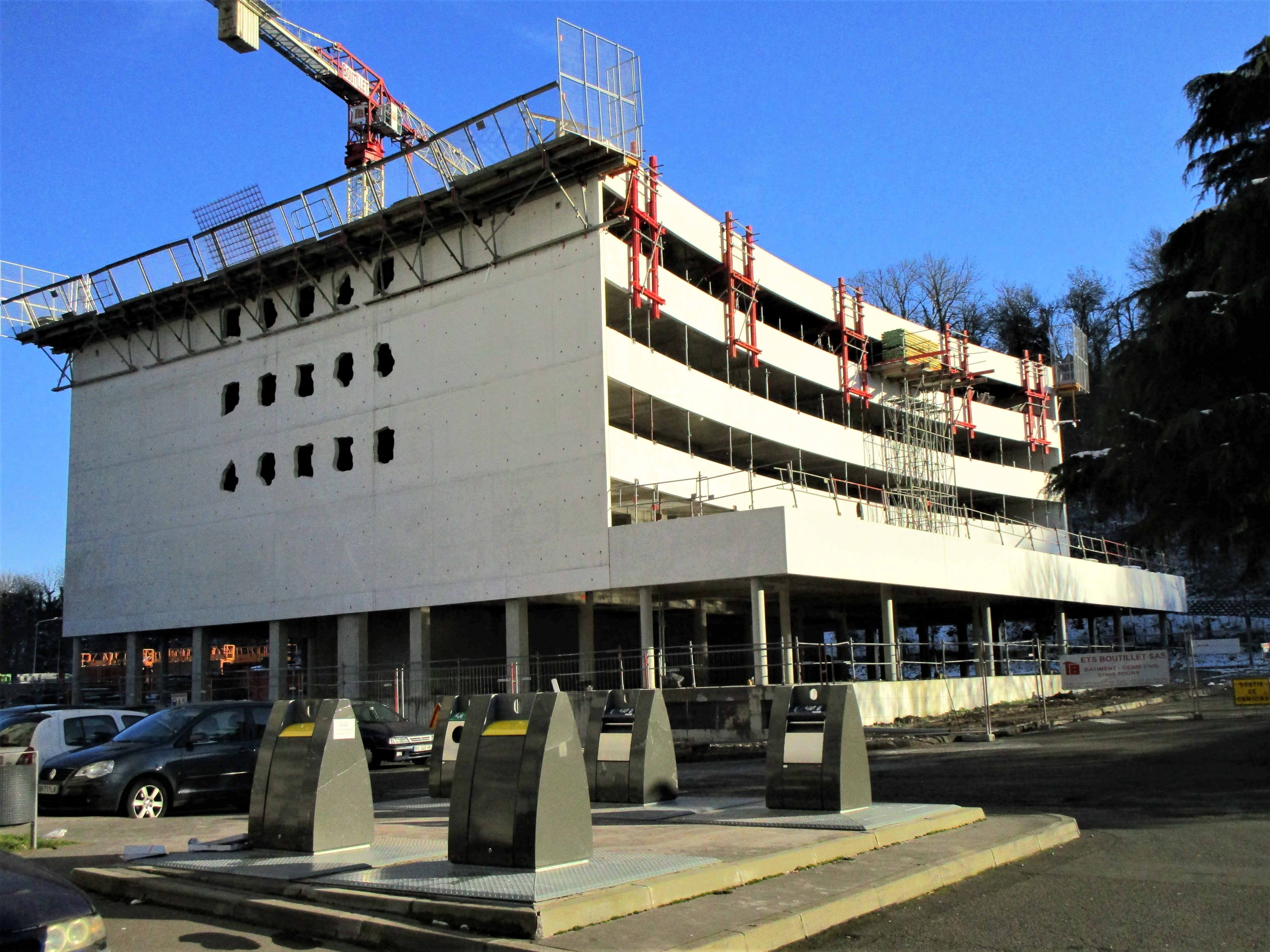
Résidence en construction de la place Goya, en février 2018.

À compter des années 1980, la structure du quartier n'évolue plus que marginalement. Le secteur de la Belle-Fille voit cependant l'inauguration en 2014 de la nouvelle résidence « Lac Avenue » du promoteur Bouygues Immobilier. Quelque 80 logements sont installés en lieu et place du bâtiment d'accueil et de restauration de l'ancien hôtel « Alliance » fermé en 1997,. 
Cet effet de renouvellement urbain, alors que le quartier des Fontaines approche de son demi-siècle, se poursuit autour de la place Goya, le long de la route de Saint-Avertin. Les locaux de France Télécom, d'abord rachetés par le conseil général d'Indre-et-Loire qui envisage d'y installer ses services sociaux, sont ensuite repris par le bailleur social Val Touraine Habitat pour 3,5 millions d'euros. Les bâtiments de France Télécom sont détruits en 2012, l'emprise foncière devant être redéveloppée pour accueillir des ensembles de logements sociaux et en accession à la propriété, ainsi que des activités commerciales et tertiaires,,. Un premier immeuble (dû à l'architecte Rudy Ricciotti), comptant 42 logements sociaux sur sept étages, est terminé en 2019 ; une pharmacie-drive est installée au rez-de-chaussée. 
Le vaste site de l'ESCEM, au sud-ouest du quartier, est enfin cédé en 2019 par la Chambre de commerce et d'industrie d'Indre-et-Loire au promoteur Icade. La destruction du complexe de formation aboutira au déménagement des écoles Excelia, Brassart et Cefim aux Deux-Lions d'ici la rentrée 2023. D'ici 2026, le projet immobilier prévoit la réalisation d'une dizaine d'immeubles, soit environ 450 logements dont 210 étudiants et 22 260 m2 de bureaux plus 1 500 m2 de surfaces commerciales . L'ensemble devant être desservi par la seconde ligne du tramway de Tours, potentiellement par la rue de Saussure.

## Services publics

### Transports
Le quartier est assez dépendant vis-à-vis de la voiture et profite de la desserte de plusieurs axes routiers importants. En effet, on trouve les anciennes routes nationales N76 au sud et N10 à l’ouest, ainsi que l’autoroute A10 à l’est. Deux avenues le traversent de part en part (avenue Stendhal et avenue Mozart), rendant la circulation aisée.
A contrario, le quartier des Fontaines est relativement peu pourvu en transports publics, eu égard à sa position excentré dans la ville de Tours. Au niveau des autobus, il est desservi par les ligne 3 et ligne 10 du réseau Fil bleu. Un parking relais est disponible à l'ouest du quartier, sur le secteur de la Belle-Fille. Le projet de seconde ligne pour le tramway de Tours, envisagé pour 2028, doit desservir les Fontaines. Le tracé qui vise à relier les communes de La Riche à Chambray-lès-Tours devrait effectuer un détour entre l'avenue de Grammont et l'avenue de l'Alouette pour rejoindre le quartier. Trois stations sont envisagées.

### Autres installations

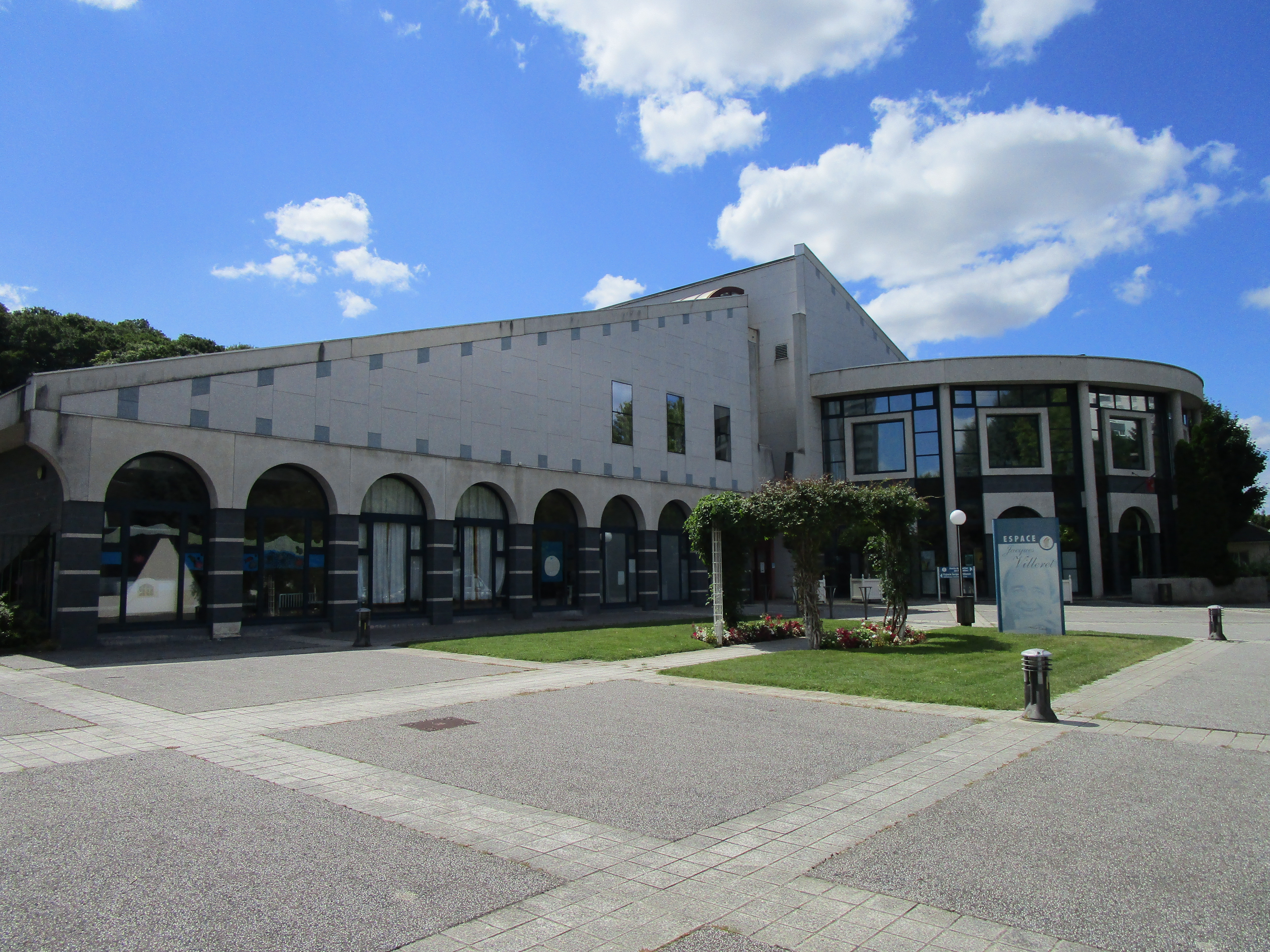
L'espace culturel Jacques Villeret.

Le quartier abrite la cuisine centrale de la ville qui compte près de 55 agents. Installée dans le quartier dès 1976, celle-ci confectionne près de 9 000 repas par jour, livrés dans 80 restaurants scolaires de l'agglomération. Face au vieillissement des locaux, la ville étudie cependant son remplacement par une autre qui sera située à Tours-Nord.
Une mairie annexe est implantée dans le quartier depuis 1994 sur la rue de la Saussure. De plus, l’étage de ce bâtiment abritait une bibliothèque depuis 2000. Elle a été transformée en médiathèque en 2012. Enfin dans ce bâtiment est également ouverte une halte-garderie et une antenne de la police municipale. On trouve aussi un gymnase et une crèche dans la même rue.
La résidence « Les Albatros » est également présente dans cette rue, foyer destiné aux personnes âgés. De plus, pour les personnes à mobilité réduite, une maison de retraite a été créée au Nord-Est du quartier.
L'église Saint-Charles de Foucauld est également ouverte dans le quartier depuis les années 1970, avec une capacité de 70 fidèles sous la hiérarchie de la paroisse Saint-Étienne de Grandmont.

## Conditions de vie

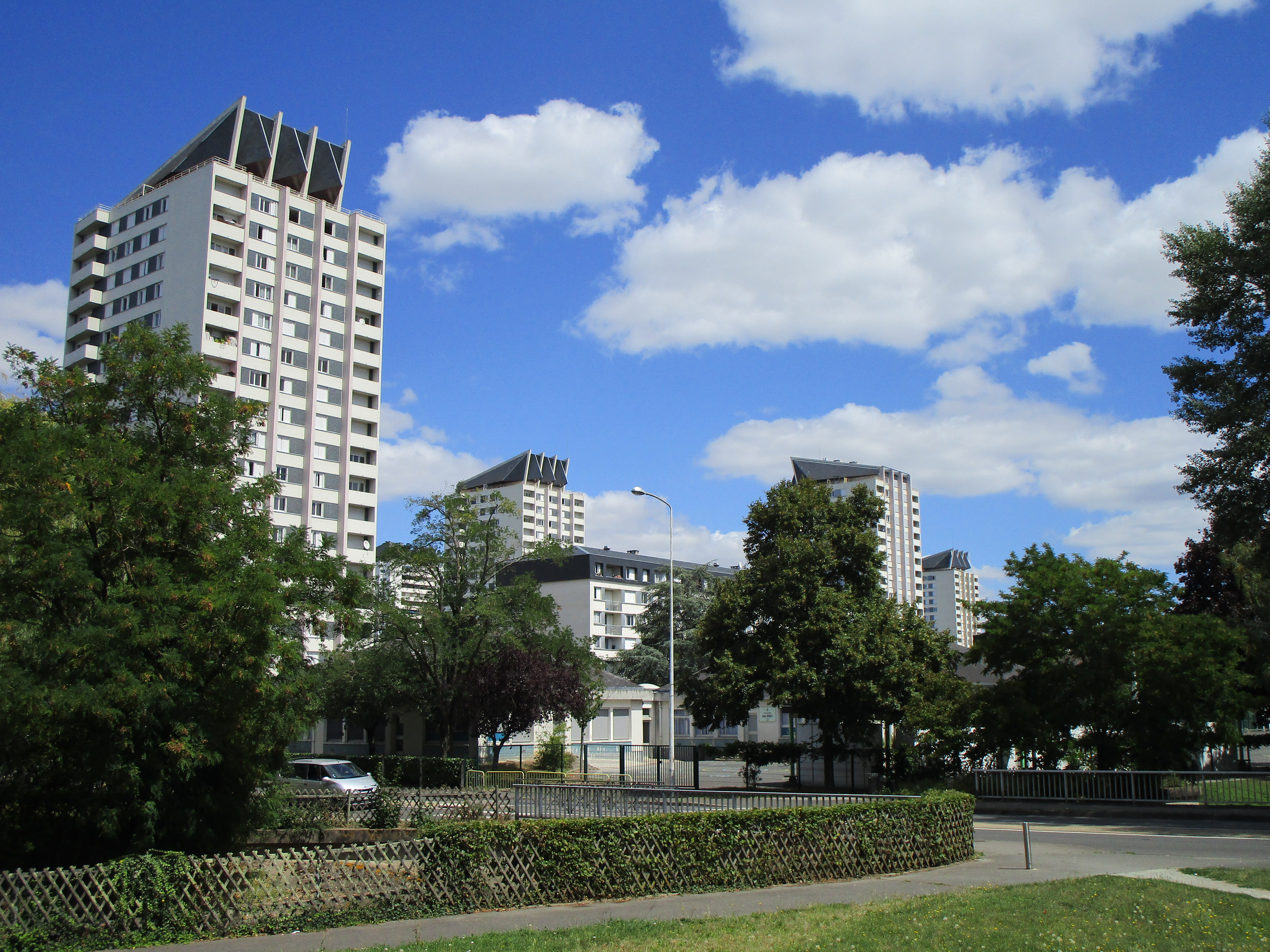
Vue de la partie Est de l'avenue Mozart.

Le quartier des Fontaines est considéré comme le quartier de grands ensembles le plus isolé au sein de la ville de Tours. Il est en effet partiellement enclavé par l'autoroute A10, qui le sépare de la commune de Saint-Avertin à l'est et par la rivière du Cher au nord. Il est également le plus éloigné du centre-ville et connecté à celui-ci par le pont du Sanitas et l'autoroute à chaque extrémité. Des ponts piétons le relient également à l'île du parc Honoré de Balzac, sur le Cher. 
Bien que présentant une certaine mixité sociale, le quartier est relativement modeste, avec environ 18 600 euros de revenu moyen par an et par ménage, soit 1 550 euros par mois. Près de 60 % des logements font partie du parc social, quasiment tous situés à l'est de l'avenue Mozart. Ce secteur est le plus vaste et le plus dense, comptant six des dix tours de dix-huit étages du quartier et sont gérés par le bailleur municipal Tour(s) Habitat. En sus, la SEM Ligeris possède aussi deux résidences sociales à l'ouest de l'avenue Mozart. Seuls 18 % des habitants sont propriétaires de leur logement, principalement au nord de l'avenue de Stendhal. Avec un taux de 22 %, le chômage est élevé et les employés et ouvriers sont surreprésentés quand les cadres sont peu nombreux,. 
Sur le plan de la sécurité, le quartier est décrit comme globalement calme. La partie située à l'est de l'avenue Mozart est classée en tant que « quartier prioritaire de la politique de la ville » (QPV). Cette dernière compte près de 3 000 habitants, soit 40 % de la population du quartier. Les principaux problèmes de délinquances sont des vandalismes sporadiques et surtout des trafics de drogues. En 2014, la ville a installé des caméras de surveillance rue de Saussure, à proximité de la mairie annexe et de la police municipale, ainsi qu'au niveau de la galerie commerciale,.

## Éducation

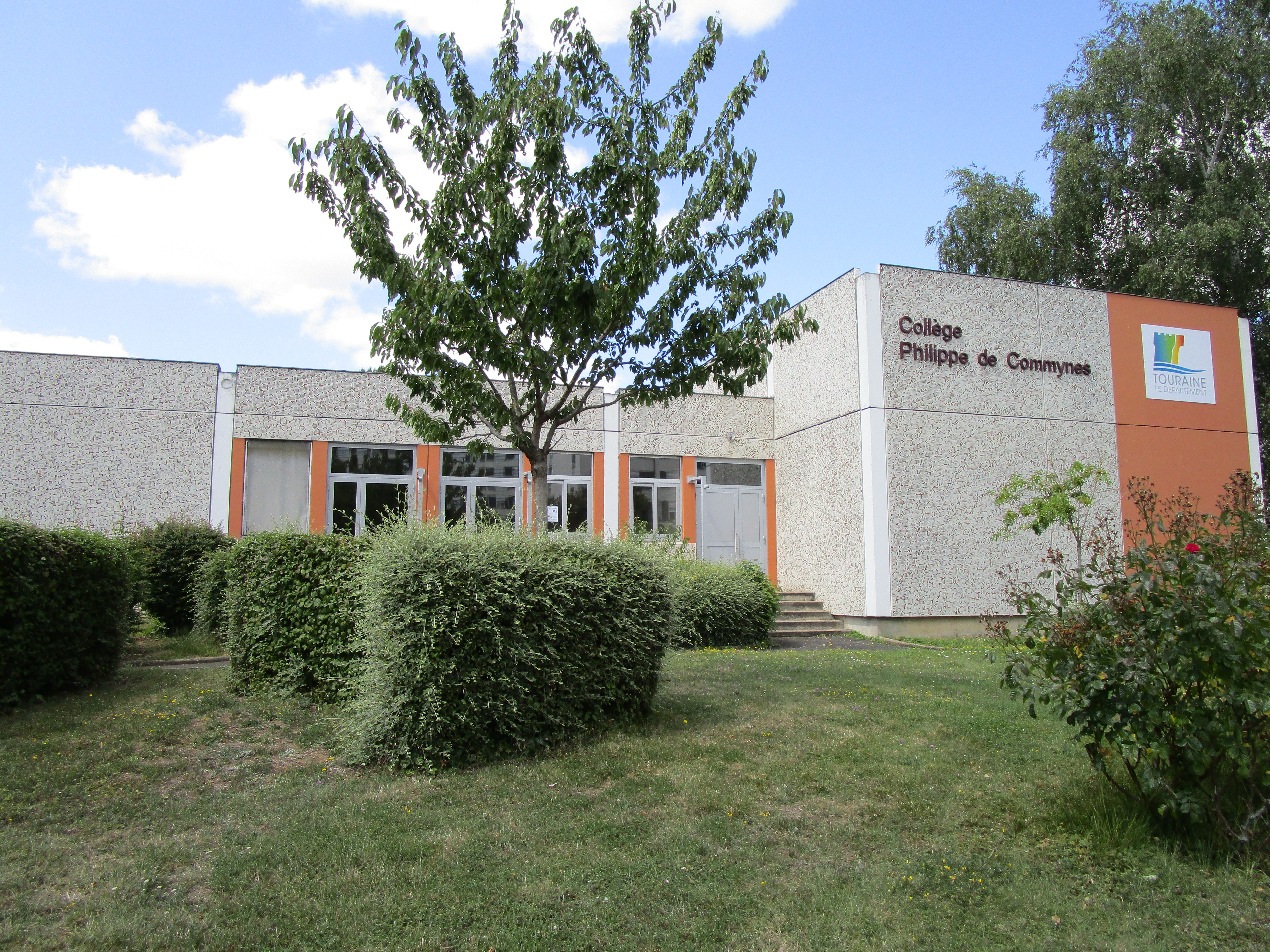
Le collège Philippe de Commynes.

Le quartier des Fontaines est bien pourvu en établissements scolaires puisque de la crèche au collège, les enfants peuvent étudier au sein du quartier.
L'école élémentaire Jean Giraudoux est la première construite au cœur du quartier, ouverte en 1973 avec 171 élèves en 2021. Les deux écoles maternelle et élémentaires Arthur Rimbaud sont ouvertes en 1976, avec environ 120 et 160 élèves chacune en 2021. Enfin, l'école maternelle Marcel Pagnol assure le cycle maternel depuis 1979 avec 120 élèves en 2021.
La construction du collège Philippe de Commynes en 1976, d’une capacité de 900 élèves (dont certains des communes de Véretz, Larçay et Azay-sur-Cher), permet de suivre sa scolarité jusqu’en troisième au sein du quartier avant de partir vers les différents lycées de la ville. Ayant connu des soucis d'insécurité au cours des années 1990, la situation du collège s'est depuis améliorée. En 2020, il compte 585 élèves répartis dans 24 classes.
L’École supérieure de commerce et de management est ouverte dans la partie sud-ouest du quartier depuis 1982.

## Économie

### Commerces

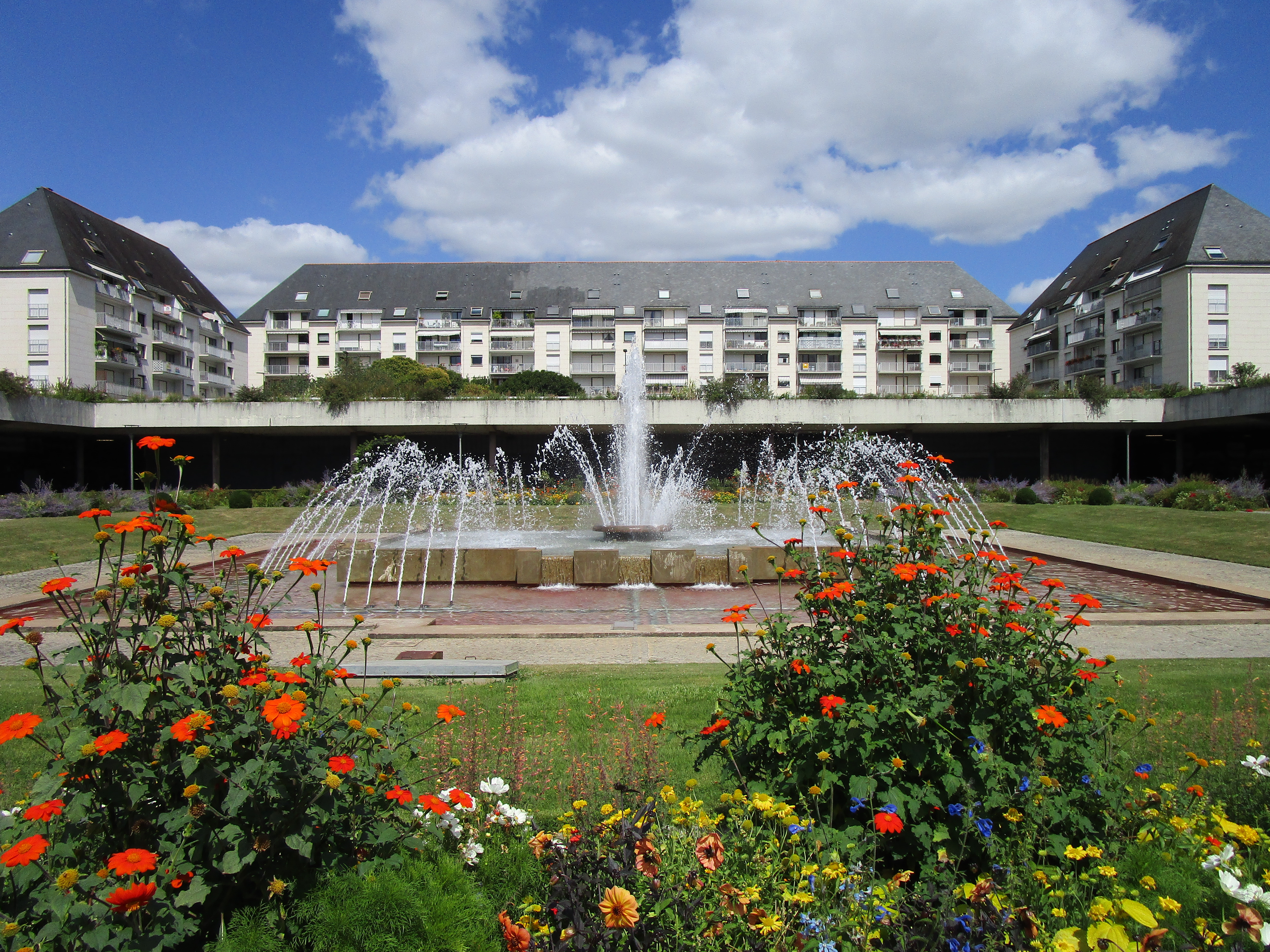
Place de l'Amiral-Querville, où se trouvent la plupart des commerces.

Le commerce est très présent au sein du quartier grâce à la galerie marchande Stendhal entourant sur trois côtés le quadrilatère de place de l'Amiral-Querville (le dernier côté de ce carré, au sud, étant longé par l'avenue Stendhal). Elle comporte vingt locaux pour des commerces divers tels que des banques, la Poste, des salons de coiffure, un institut de beauté, un cabinet infirmier, un laboratoire d'analyses médicales, une laverie, un bar-tabac, une pharmacie, une boulangerie, une maison de la presse, une boucherie, un traiteur, un supermarché Carrefour Market et une pizzeria. Cette galerie est couverte et au centre de la place se dresse un grand bassin orné de jets d’eau entouré de pelouses et de massifs fleuris. Un marché se tient autour de la place tous les mercredis et samedis. 
Un deuxième centre commercial d'une taille plus modeste existe à l’Est du quartier. Les derniers commerces présents sont une pharmacie, une épicerie/pizzeria et un point internet. Les autres locaux sont occupés par un centre social, une bourse aux vêtements et une antenne locale de Tours Habitat, l'organisme d'habitations à loyer modéré de la ville.

### Emploi
Dès sa création, le quartier des Fontaines avait comme objectif de rassembler habitat et emploi. Outre les commerces, certaines entreprises ont été séduites par la localisation du quartier à Tours-Sud, proche de l'autoroute. C’est ainsi que le siège de la Banque Populaire Val de France a été créé à l’Est du quartier, rapidement suivi par le siège de l’EDF pour la région Centre (à l’Ouest du quartier) puis par France Télécom. Courant 2012, le bâtiment abritant France Télécom a été démoli pour laisser place dans le futur à un ensemble immobilier. Un « pôle santé » (regroupant un laboratoire d'analyse médical, une pharmacie et un cabinet dentaire) est aménagé au sein de cet ensemble et terminé en 2019.
Dans un domaine différent, la Chambre des Métiers et de l’Artisanat d'Indre-et-Loire est également implantée aux Fontaines.

## Vie locale

### Comité de quartier
Le comité de quartier des Fontaines est situé 3 rue Charles Garnier dans ses locaux d’origine depuis 1977. En plus de recueillir l'avis des habitants, le comité organise certains évènements locaux. On trouve par exemple parmi ces derniers les brocantes de la place Johann Strauss en mai, les banques alimentaires, le journal local, le cinéma en plein air au mois de juin, ainsi que des concerts et tournois de football.

### Sports

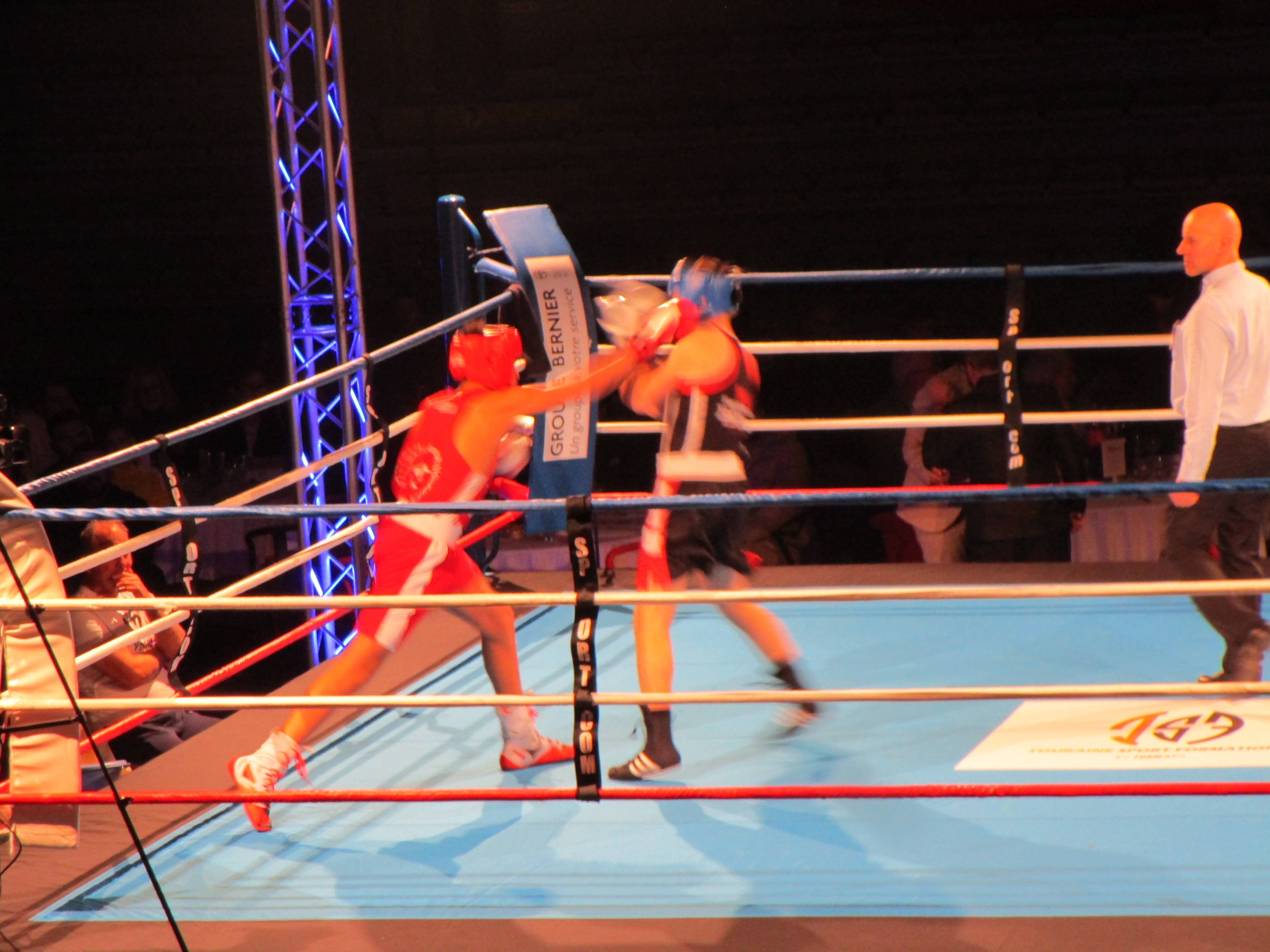
Gala des Princes du Ring 2025 à Tours, organisé par le club Elbaja Boxing Academy.

On trouve plusieurs équipements sportifs au sein du quartier, parmi lesquels :
- Un gymnase polyvalent créé en 1982 comprenant une salle de 40 mètres de long par 20 mètres de large permettant de pratiquer plusieurs sports.
- Un stade (au Nord-Est) permettant la pratique de l’athlétisme et du football, inauguré le 24 mars 1984.
- Un terrain aménagé pour la pétanque constitué de quatre sols différents (près du stade).
- Un terrain de basket en plein air (près du stade).
- Un terrain de jeux polyvalent (surnommé « phalin » par les habitants) pouvant accueillir des rencontres de football ou de basket dans le square Jean Louis Forain au cœur du quartier.
- Un club d’aviron qui se pratique sur le Cher.
- Un club de boxe, le Elbaja Boxing Academy créé en 1999 place Johann Strauss (Boxe anglaise et MMA).

De plus, d'autres équipements importants sont situés à proximité immédiate du quartier. Surtout, on trouve des terrains de football dans le Parc Honoré de Balzac, au nord du quartier et du Cher, et à l'ouest le centre aquatique du Lac avec bassin olympique de 50 mètres, ouvert en 2006 près du secteur de la Belle-Fille sur l'avenue de Grammont. De l'autre côté du Cher, on trouve également le club de football de Tours et le club de tennis de l'ATGT.

### Associations
Plusieurs associations se sont fondées ou ont déménagé aux Fontaines. Parmi celles-ci nous pouvons citer :
- S.E.P.A.N.T. (défense de l’environnement)
- A.C.E.T. (Activités Culturelles Éducative de Touraine)
- A.H.D.F. (Association des Habitants des Fontaines)
- C.I.D.F.F. (Centre d'Information sur les Droits des Femmes et des Familles)
- C.O.T.S Aviron[31]
- Union Féminine Civique et Sociale
- Fédération Française de Pétanque et Jeu Provençal (Comité départemental d'Indre et Loire)
- Maison du Diabète et de la Nutrition
- Société Géologique de Touraine
- Un atelier de couture

## Espaces verts

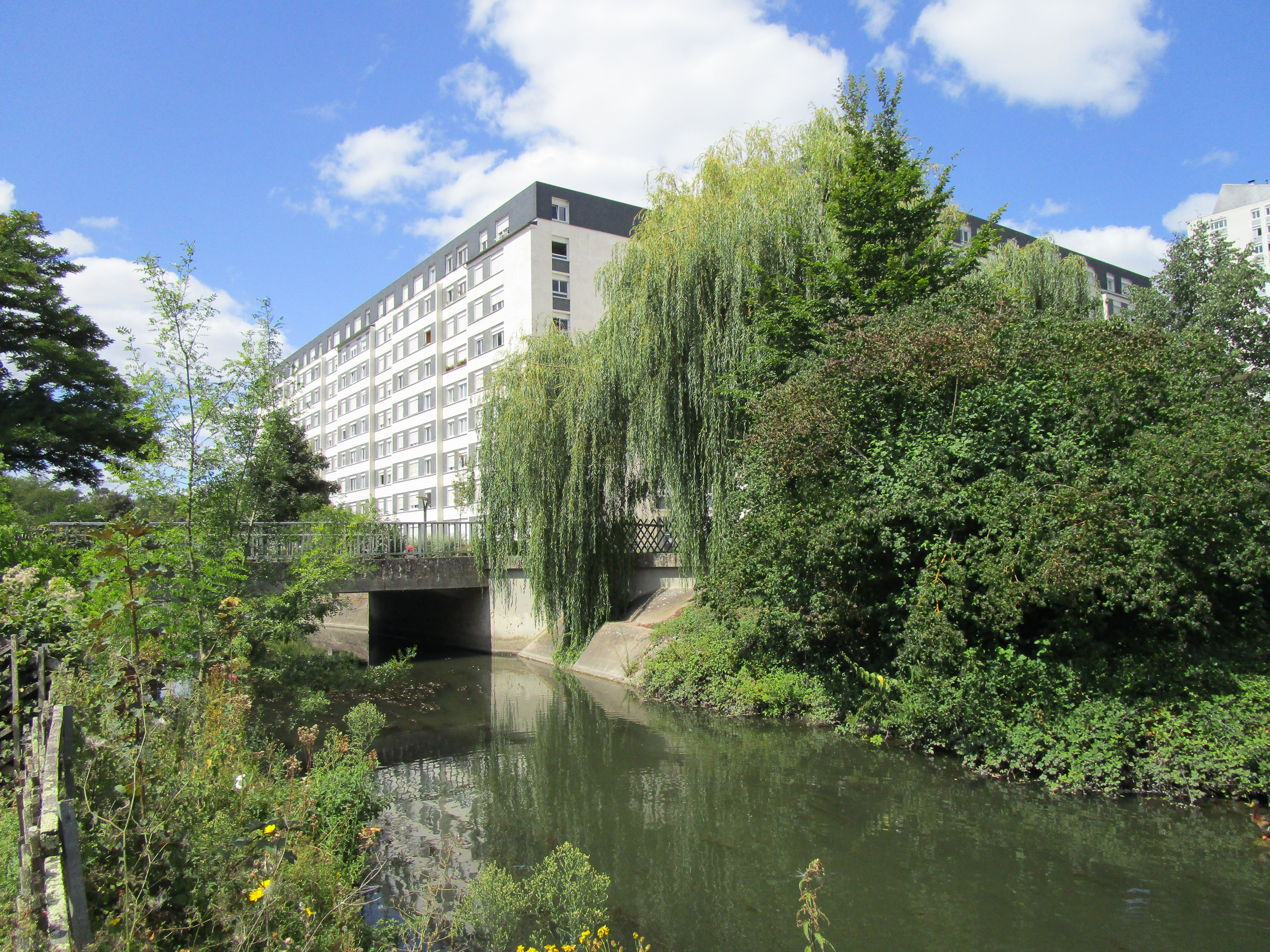
Le petit Cher et le pont sur la rue Jules Massenet.

On trouve un grand nombre d'espaces verts au sein du quartier. Il s'agissait d'une volonté de la ville lors de la conception de quartier, afin de combler le manque d'espaces verts au centre de Tours. Les plus grands sont situés aux limites extérieures du quartier. Au nord, le vaste Parc Honoré de Balzac est situé sur une île au milieu de Cher et au sud, des espaces boisés ont été aménagés à proximité de l'avenue de l'Alouette. Enfin, de vastes espaces verts et le lac de la Bergeonnerie sont présents à l'ouest de l'avenue de Grammont.
Cependant, plusieurs jardins et squares existent au sein du quartier. Parmi eux on peut citer :
- Les squares Adolphe Adam, Jean-Louis Forain et Johann Strauss, qui contiennent des jeux pour enfants et certaines équipements sportifs.
- Les bords du Cher et du Petit Cher ont été aménagés avec des voies piétonnes et des espaces verts.

## Nom des rues
Une des originalités du quartier vient de ses rues, dont les noms sont ceux d'artistes célèbres tels que : 
- Strauss, Beethoven, Mozart, Monteverdi, Verdi, Rossini, D’Indy, Massenet, Bellini pour les compositeurs.
- Greuze, Ingres, Rude, Goya pour les peintres.
- Poe, Labiche, Stendhal, Miomandre, Schiller, Balzac pour les auteurs.